# Río Yanuncay
Der Río Yanuncay ist ein 58 km langer rechter Nebenfluss des Río Tomebamba in der Provinz Azuay im Süden von Ecuador. Im Oberlauf trägt der Fluss auch die Bezeichnungen Río Sigsihuaycu, Río Quingoyacu und Río Galgal.

## Flusslauf
Der Río Yanuncay entspringt 35 km westsüdwestlich vom Stadtzentrum von Cuenca auf einer Höhe von etwa 3800 m. Er fließt anfangs  20 km nach Norden, bevor er sich nach Osten wendet. Auf den letzten zehn Kilometern durchfließt der Río Yanuncay das südliche Stadtgebiet von Cuenca. 2,3 km oberhalb der Mündung in den Río Tomebamba trifft der Río Tarqui von rechts auf den Fluss. 

## Hydrologie
Der Río Yanuncay entwässert ein Areal von etwa 940 km². Der mittlere Abfluss oberhalb der Einmündung des Río Tarqui beträgt 6,6 m³/s.